# Jennifer Tamas
Pour l'enseignante et essayiste française, voir Jennifer Tamas (autrice).
Pour les articles homonymes, voir Tamas.
Jennifer Tamas (née Joines le 23 novembre 1982 à Santa Clara) est une ancienne joueuse de volley-ball américaine. Elle mesure 1,91 m et jouait au poste de centrale. Elle a totalisé 201 sélections en équipe des États-Unis.

## Biographie
Jennifer Tamas fait partie de l'équipe des États-Unis de volley-ball féminin médaillée d'argent aux Jeux olympiques d'été de 2008 à Pékin.

## Clubs
| Club                       | De        | À         |
| -------------------------- | --------- | --------- |
| University of Pacific      | 2000-2001 | 2002-2003 |
| Pinkin de Corozal          | 2004-2004 | 2004-2004 |
| États-Unis                 | 2005-2005 | 2005-2005 |
| Chieri Volley              | 2006-2007 | 2006-2007 |
| Toyota Auto Body Queenseis | 2007-2008 | 2007-2008 |
| Fakel Novy Ourengoï        | 2008-2009 | 2008-2009 |
| Llaneras de Toa Baja       | 2009-2010 | 2009-2010 |
| Azerrail Bakou             | 2010-2011 | 2011-2012 |
| Azeryol Bakou              | 2012-2013 | 2012-2013 |

## Palmarès

### Équipe nationale
- Jeux olympiques
  -  2008 à Pékin
- Championnat d'Amérique du Nord
  - Vainqueur : 2005, 2011.
  - Finaliste : 2007.
- Grand Prix Mondial
  - Vainqueur : 2010, 2011.
- Coupe du monde
  - Finaliste : 2011.
- World Grand Champions Cup
  - Finaliste : 2005.
- Coupe panaméricaine
  - Vainqueur : 2012.

### Clubs
- Challenge Cup
  - Vainqueur :2011.